# Gran Premio motociclistico d'Olanda 2005
Il Gran Premio motociclistico d'Olanda 2005 corso il 25 giugno, è stato il settimo Gran Premio della stagione 2005 e ha visto vincere: la Yamaha di Valentino Rossi in MotoGP, Sebastián Porto nella classe 250 e Gábor Talmácsi nella classe 125.
Il circuito olandese è stato modificato rispetto a quello in uso fino all'edizione precedente, con una riduzione del percorso a 5.997 m.

## MotoGP

### Arrivati al traguardo
| Pos. | Nº | Pilota           | Squadra              | Motocicletta       | Giri | Tempo     | Griglia | Punti |
| ---- | -- | ---------------- | -------------------- | ------------------ | ---- | --------- | ------- | ----- |
| 1º   | 46 | Valentino Rossi  | Gauloises Yamaha     | Yamaha YZR-M1      | 19   | 38:41.808 | 1       | 25    |
| 2º   | 33 | Marco Melandri   | Movistar Honda       | Honda RC211V       | 19   | +1.583    | 3       | 20    |
| 3º   | 5  | Colin Edwards    | Gauloises Yamaha     | Yamaha YZR-M1      | 19   | +7.643    | 6       | 16    |
| 4º   | 69 | Nicky Hayden     | Repsol Honda         | Honda RC211V       | 19   | +10.128   | 5       | 13    |
| 5º   | 15 | Sete Gibernau    | Movistar Honda       | Honda RC211V       | 19   | +14.795   | 2       | 11    |
| 6º   | 3  | Max Biaggi       | Repsol Honda         | Honda RC211V       | 19   | +21.575   | 9       | 10    |
| 7º   | 4  | Alex Barros      | Camel Honda          | Honda RC211V       | 19   | +22.725   | 8       | 9     |
| 8º   | 56 | Shin'ya Nakano   | Kawasaki Racing      | Kawasaki ZX-RR     | 19   | +26.477   | 4       | 8     |
| 9º   | 7  | Carlos Checa     | Ducati Marlboro      | Ducati Desmosedici | 19   | +30.221   | 13      | 7     |
| 10º  | 65 | Loris Capirossi  | Ducati Marlboro      | Ducati Desmosedici | 19   | +30.465   | 7       | 6     |
| 11º  | 12 | Troy Bayliss     | Camel Honda          | Honda RC211V       | 19   | +43.802   | 14      | 5     |
| 12º  | 11 | Rubén Xaus       | Fortuna Yamaha       | Yamaha YZR-M1      | 19   | +49.864   | 16      | 4     |
| 13º  | 21 | John Hopkins     | Suzuki MotoGP        | Suzuki GSV-R       | 19   | +50.830   | 12      | 3     |
| 14º  | 6  | Makoto Tamada    | Konica Minolta Honda | Honda RC211V       | 19   | +53.370   | 11      | 2     |
| 15º  | 94 | David Checa      | Fortuna Yamaha       | Yamaha YZR-M1      | 19   | +54.965   | 17      | 1     |
| 16º  | 10 | Kenny Roberts Jr | Suzuki MotoGP        | Suzuki GSV-R       | 19   | +1:06.939 | 15      |       |
| 17º  | 67 | Shane Byrne      | Team Roberts         | Proton KR5         | 19   | +1:06.999 | 19      |       |
| 18º  | 44 | Roberto Rolfo    | D’Antin Pramac       | Ducati Desmosedici | 19   | +1:29.048 | 18      |       |
| 19º  | 77 | James Ellison    | Blata WCM            | Blata              | 19   | +1:43.768 | 20      |       |
| 20º  | 27 | Franco Battaini  | Blata WCM            | Blata              | 18   | +1 giro   | 21      |       |

### Ritirato
| Nº | Pilota       | Squadra         | Motocicletta   | Giri | Griglia |
| -- | ------------ | --------------- | -------------- | ---- | ------- |
| 66 | Alex Hofmann | Kawasaki Racing | Kawasaki ZX-RR | 13   | 10      |

## Classe 250

### Arrivati al traguardo
| Pos. | Nº | Pilota            | Squadra                     | Motocicletta | Giri | Tempo     | Griglia | Punti |
| ---- | -- | ----------------- | --------------------------- | ------------ | ---- | --------- | ------- | ----- |
| 1º   | 19 | Sebastián Porto   | Aprilia Aspar               | Aprilia      | 18   | 38:02.148 | 2       | 25    |
| 2º   | 1  | Daniel Pedrosa    | Telefonica Movistar Honda   | Honda        | 18   | +0.381    | 3       | 20    |
| 3º   | 48 | Jorge Lorenzo     | Fortuna Honda               | Honda        | 18   | +1.232    | 1       | 16    |
| 4º   | 73 | Hiroshi Aoyama    | Telefonica Movistar Honda   | Honda        | 18   | +11.757   | 6       | 13    |
| 5º   | 5  | Alex De Angelis   | MS Aprilia Italia Corse     | Aprilia      | 18   | +12.017   | 5       | 11    |
| 6º   | 27 | Casey Stoner      | Carrera Sunglasses - LCR    | Aprilia      | 18   | +12.026   | 4       | 10    |
| 7º   | 34 | Andrea Dovizioso  | Team Scot                   | Honda        | 18   | +12.354   | 7       | 9     |
| 8º   | 7  | Randy de Puniet   | Aprilia Aspar               | Aprilia      | 18   | +13.935   | 8       | 8     |
| 9º   | 80 | Héctor Barberá    | Fortuna Honda               | Honda        | 18   | +14.406   | 9       | 7     |
| 10º  | 24 | Simone Corsi      | MS Aprilia Italia Corse     | Aprilia      | 18   | +29.294   | 10      | 6     |
| 11º  | 15 | Roberto Locatelli | Carrera Sunglasses - LCR    | Aprilia      | 18   | +53.684   | 20      | 5     |
| 12º  | 50 | Sylvain Guintoli  | Equipe GP de France - Scrab | Aprilia      | 18   | +55.365   | 17      | 4     |
| 13º  | 6  | Alex Debón        | Wurth Honda BQR             | Honda        | 18   | +55.366   | 21      | 3     |
| 14º  | 57 | Chaz Davies       | Aprilia Germany             | Aprilia      | 18   | +55.627   | 12      | 2     |
| 15º  | 55 | Yūki Takahashi    | Team Scot                   | Honda        | 18   | +55.913   | 13      | 1     |
| 16º  | 96 | Jakub Smrž        | Arie Molenaar Racing        | Honda        | 18   | +55.974   | 11      |       |
| 17º  | 8  | Andrea Ballerini  | Abruzzo Racing              | Aprilia      | 18   | +58.837   | 19      |       |
| 18º  | 32 | Mirko Giansanti   | Matteoni Racing             | Aprilia      | 18   | +1:12.101 | 15      |       |
| 19º  | 28 | Dirk Heidolf      | Kiefer-Bos-Castrol Honda    | Honda        | 18   | +1:12.202 | 18      |       |
| 20º  | 38 | Grégory Leblanc   | Equipe GP de France - Scrab | Aprilia      | 18   | +1:25.107 | 22      |       |
| 21º  | 36 | Martín Cárdenas   | Aprilia Germany             | Aprilia      | 18   | +1:25.193 | 25      |       |
| 22º  | 45 | Michele Danese    | Campetella Racing           | Aprilia      | 18   | +1:32.360 | 26      |       |
| 23º  | 66 | Hans Smees        | Jaap Kingma Racing          | Aprilia      | 18   | +1:41.190 | 28      |       |
| 24º  | 21 | Arnaud Vincent    | Scuderia Fantic Motor GP    | Fantic       | 18   | +1:54.581 | 24      |       |
| 25º  | 12 | Gábor Rizmayer    | Kurz Prista Oil             | Yamaha       | 18   | +1:55.648 | 29      |       |

### Ritirati
| Nº | Pilota         | Squadra           | Motocicletta | Giri | Griglia |
| -- | -------------- | ----------------- | ------------ | ---- | ------- |
| 25 | Alex Baldolini | Campetella Racing | Aprilia      | 12   | 16      |
| 14 | Anthony West   | Wurth Honda BQR   | Aprilia      | 12   | 23      |
| 17 | Steve Jenkner  | Nocable.it Race   | Aprilia      | 3    | 14      |

### Non partito
| Nº | Pilota       | Squadra                | Motocicletta | Griglia |
| -- | ------------ | ---------------------- | ------------ | ------- |
| 67 | Randy Gevers | De Arand Filart Racing | Aprilia      | 27      |

### Non qualificati
| Nº | Pilota            | Squadra                  | Motocicletta |
| -- | ----------------- | ------------------------ | ------------ |
| 68 | Jan Roelofs       | MRTT Hugen Racing        | Yamaha       |
| 22 | Alexander Todorov | Kurz Prista Oil          | Yamaha       |
| 20 | Gabriele Ferro    | Scuderia Fantic Motor GP | Fantic       |
| 69 | Mike Velthuijzen  | MVS Racing Team Mikcin   | Honda        |

## Classe 125

### Arrivati al traguardo
| Pos. | Nº | Pilota            | Squadra                       | Motocicletta | Giri | Tempo     | Griglia | Punti |
| ---- | -- | ----------------- | ----------------------------- | ------------ | ---- | --------- | ------- | ----- |
| 1º   | 14 | Gábor Talmácsi    | Red Bull KTM                  | KTM          | 17   | 38:09.487 | 2       | 25    |
| 2º   | 55 | Héctor Faubel     | Master Aspar                  | Aprilia      | 17   | +0.657    | 8       | 20    |
| 3º   | 75 | Mattia Pasini     | Totti Top Sport - NGS         | Aprilia      | 17   | +0.801    | 3       | 16    |
| 4º   | 19 | Álvaro Bautista   | Seedorf RC3 - Tiempo Holidays | Honda        | 17   | +0.847    | 13      | 13    |
| 5º   | 7  | Alexis Masbou     | Ajo Motorsport                | Honda        | 17   | +1.403    | 7       | 11    |
| 6º   | 60 | Julián Simón      | Red Bull KTM                  | KTM          | 17   | +3.972    | 12      | 10    |
| 7º   | 71 | Tomoyoshi Koyama  | Ajo Motorsport                | Honda        | 17   | +4.259    | 9       | 9     |
| 8º   | 54 | Manuel Poggiali   | Metis Racing                  | Gilera       | 17   | +4.323    | 6       | 8     |
| 9º   | 33 | Sergio Gadea      | Master Aspar                  | Aprilia      | 17   | +4.492    | 17      | 7     |
| 10º  | 12 | Thomas Lüthi      | Elit Grand Prix               | Honda        | 17   | +13.934   | 5       | 6     |
| 11º  | 22 | Pablo Nieto       | Caja Madrid - Derbi Racing    | Derbi        | 17   | +18.262   | 27      | 5     |
| 12º  | 76 | Michael Ranseder  | Red Bull ADAC KTM Juniors     | KTM          | 17   | +20.693   | 16      | 4     |
| 13º  | 6  | Joan Olivé        | Nocable.it Race               | Aprilia      | 17   | +21.091   | 15      | 3     |
| 14º  | 63 | Mike Di Meglio    | Kopron Racing World           | Honda        | 17   | +21.196   | 11      | 2     |
| 15º  | 52 | Lukáš Pešek       | Metis Racing                  | Derbi        | 17   | +21.304   | 10      | 1     |
| 16º  | 18 | Nicolás Terol     | Caja Madrid - Derbi Racing    | Derbi        | 17   | +21.439   | 21      |       |
| 17º  | 43 | Manuel Hernández  | Totti Top Sport - NGS         | Aprilia      | 17   | +21.574   | 14      |       |
| 18º  | 32 | Fabrizio Lai      | Kopron Racing World           | Honda        | 17   | +21.575   | 22      |       |
| 19º  | 8  | Lorenzo Zanetti   | Skilled I.S.P.A. Racing       | Aprilia      | 17   | +30.737   | 25      |       |
| 20º  | 58 | Marco Simoncelli  | Nocable.it Race               | Aprilia      | 17   | +37.546   | 4       |       |
| 21º  | 42 | Gioele Pellino    | Malaguti Reparto Corse        | Malaguti     | 17   | +37.777   | 38      |       |
| 22º  | 47 | Ángel Rodríguez   | LG Mobile Galicia             | Honda        | 17   | +37.843   | 29      |       |
| 23º  | 25 | Dario Giuseppetti | AB Cardion Blauer USA         | Aprilia      | 17   | +40.976   | 33      |       |
| 24º  | 11 | Sandro Cortese    | Kiefer-Bos-Castrol Honda      | Honda        | 17   | +41.021   | 23      |       |
| 25º  | 45 | Imre Tóth         | Team Toth                     | Aprilia      | 17   | +50.079   | 31      |       |
| 26º  | 29 | Andrea Iannone    | Abruzzo Racing                | Aprilia      | 17   | +51.815   | 20      |       |
| 27º  | 26 | Vincent Braillard | Team Toth                     | Aprilia      | 17   | +51.862   | 35      |       |
| 28º  | 28 | Jordi Carchano    | MVA Aspar                     | Aprilia      | 17   | +55.996   | 34      |       |
| 29º  | 79 | Gert-Jan Kok      | Jan Bakker Auto's Elburg      | Honda        | 17   | +1:15.161 | 39      |       |
| 30º  | 37 | Joey Litjens      | Litjens Racing                | Honda        | 17   | +1:43.235 | 36      |       |
| 31º  | 78 | Hugo van den Berg | Varenhof Racing               | Aprilia      | 17   | +1:50.080 | 37      |       |

### Ritirati
| Nº | Pilota             | Squadra                       | Motocicletta | Giri | Griglia |
| -- | ------------------ | ----------------------------- | ------------ | ---- | ------- |
| 16 | Raymond Schouten   | Arie Molenaar Racing          | Honda        | 14   | 24      |
| 36 | Mika Kallio        | Red Bull KTM                  | KTM          | 13   | 1       |
| 46 | Mateo Túnez        | MVA Master Aspar              | Aprilia      | 9    | 41      |
| 35 | Raffaele De Rosa   | Matteoni Racing               | Aprilia      | 6    | 18      |
| 15 | Michele Pirro      | Malaguti Reparto Corse        | Malaguti     | 3    | 32      |
| 41 | Aleix Espargaró    | Seedorf RC3 - Tiempo Holidays | Honda        | 1    | 19      |
| 10 | Federico Sandi     | Angaia Racing                 | Honda        | 1    | 30      |
| 9  | Toshihisa Kuzuhara | Angaia Racing                 | Honda        | 1    | 26      |
| 44 | Karel Abraham      | AB Cardion Blauer USA         | Aprilia      | 0    | 28      |

### Non qualificato
| Nº | Pilota         | Squadra                    | Motocicletta |
| -- | -------------- | -------------------------- | ------------ |
| 80 | Mark van Kreij | Racing Team Mark Van Kreij | Honda        |